# Битка код Иконије
Битка код Иконије вођена је 18. маја 1190. године између крсташке војске Светог римског царства под Фридрихом Барбадосом са једне стране и муслиманске војске Румског султаната са друге стране. Део је Трећег крсташког рата, а завршена је победом хришћана.

## Битка
Након немачко-византијског рата, Византија се обавезала да превезе немачке крсташе до Мале Азије. Стигавши у Анадолију, крсташка армија је кренула ка Иконији. Након краће борбе, Фридрих Барбадоса осваја град. У граду су крсташи провели 5 дана, а потом наставили марш ка Јерусалиму. Фридрихова смрт од срчаног удара у реци довела је до пропасти немачке крсташке армије (16. јун 1190. године).